# Эйлат (эсминец)
Эйлат (при закладке HMS Zealous, Корабль Его Величества «Зилоус» — «Рьяный, Усердный»), номер при закладке R39 — эсминец Королевского Военно-Морского Флота Великобритании типа Z, позже — военный корабль израильского флота. Получил известность как первый корабль, потопленный противокорабельными ракетами. Заложен 5 мая 1943 года, спущен на воду 28 февраля 1944 года.

## Служба

### Вторая мировая война
«Зилоус» был одним из четырёх эсминцев Флота метрополии, принимавших участие в эвакуации 525 норвежцев, скрывавшихся от немецких патрулей в пещерах острова Сёрёйа (операция «Open Door»).
Принимал участие в двух арктических конвоях. 5 апреля 1945 года участвовал в бою с немецким конвоем у берегов Йёссинг-фьорда (Норвегия), в ходе которого одно судно конвоя было потоплено и два повреждено.

### Послевоенный период

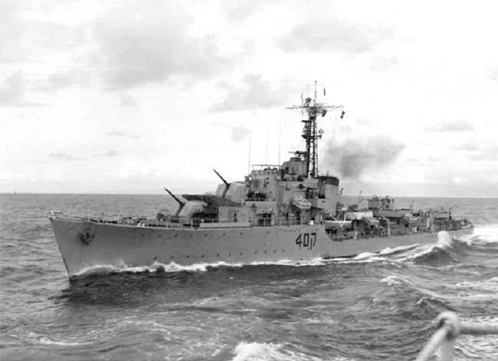
INS Эйлат

С октября 1945 по август 1946 года «Зилоус» находился в составе 4-й флотилии эсминцев Флота метрополии. С 1947 году корабль был переведён в резерв.
В 1955 году Великобритания продала корабль Военно-морским силам Израиля, где был переименован в «Эйлат» (в честь прибрежного города Эйлат). Во время арабо-израильской войны 1956 года участвовал в бою с египетским эсминцем «Ибрагим эль-Аваль».
Во время «войны на истощение» ночью с 11 на 12 июля 1967 года «Эйлат» и два торпедных катера встретили египетский патруль из двух торпедных катеров. Немедленно вступив в бой, израильские силы потопили оба египетских корабля. Эсминец «Эйлат» получил повреждения в этом бою, 8 его моряков было ранено.
21 октября 1967 года, «Эйлат» был потоплен во время патрулирования вдоль побережья Синайского полуострова. Его атаковали два египетских ракетных катера типа «Комар» советской постройки по личному распоряжению президента Египта Гамаля Абдель Насера. Находясь на стоянке в Порт-Саиде, катера двумя залпами выпустили четыре ракеты П-15 «Термит». Первые две ракеты, несмотря на проведённый капитаном «Эйлата» манёвр уклонения, поразили корабль с интервалом несколько минут. Понеся потери, экипаж начал борьбу за спасение корабля, ожидая помощи других кораблей израильского флота. Спустя час после первой атаки был произведён второй залп, который нанёс кораблю ещё большие повреждения. Спустя две минуты «Эйлат» затонул. Из экипажа в 199 человек погиб 51 израильский моряк, ещё более ста получили ранения. Это был первый в истории случай успешного применения противокорабельных ракет.
В ответ на эту атаку израильские ВВС подвергли бомбардировкам несколько нефтеперегонных заводов в городе Суэц. В память о потоплении в Египте ежегодно 21 октября отмечается День ВМС страны.